# Katharina Kleinfeldt

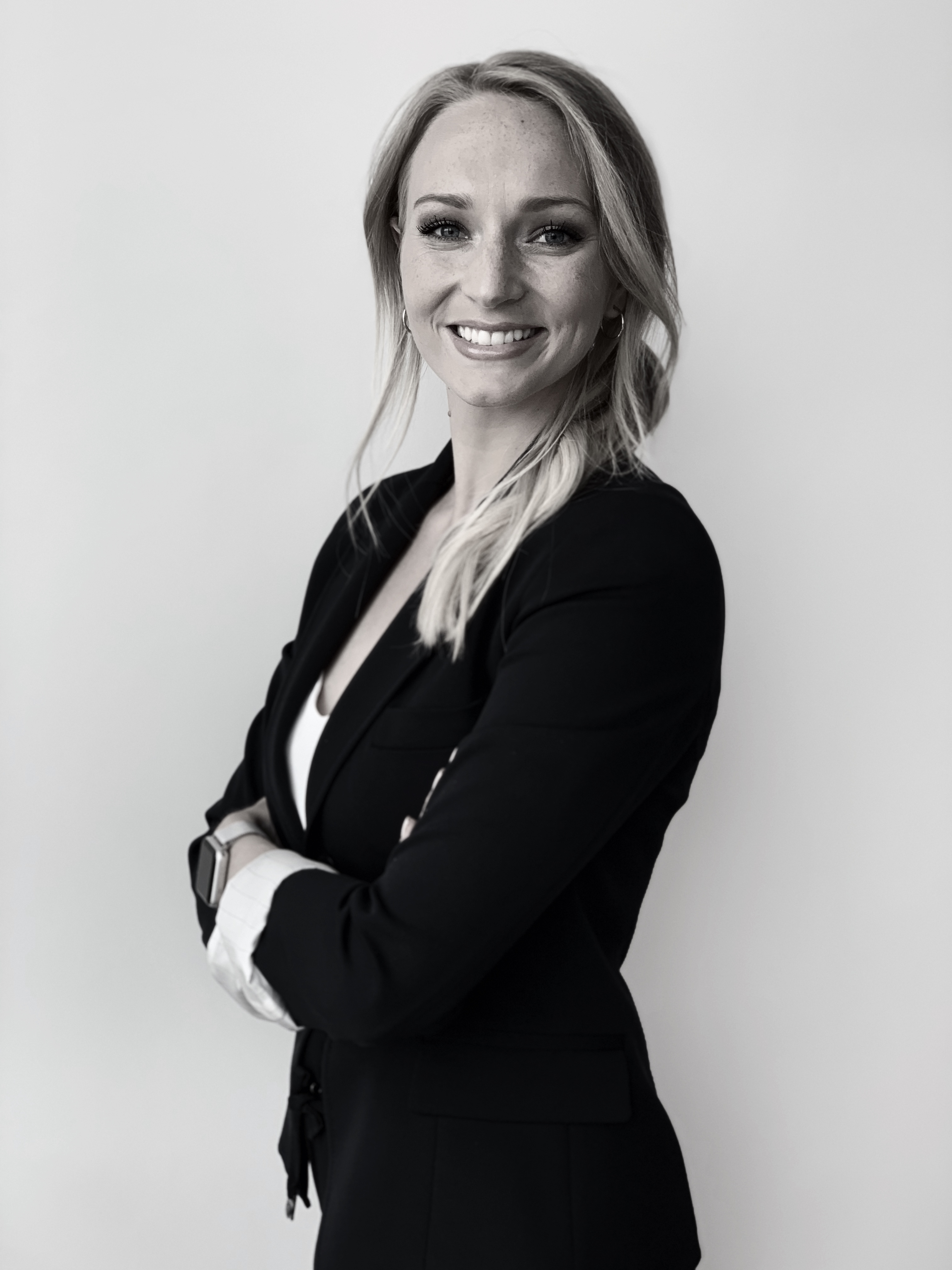
Katharina Kleinfeldt (2020)

Katharina Kleinfeldt (* 5. Mai 1993 in Schotten, Hessen) ist eine deutsche Fernsehmoderatorin und Sportjournalistin.

## Leben
Katharina Kleinfeldt wuchs in Hessen auf und absolvierte im Jahr 2012 am Gymnasium Nidda ihr Abitur. Während der elften Klasse verbrachte sie ein Auslandsjahr bei einer amerikanischen Gastfamilie in den Vereinigten Staaten und besuchte die Lee County High School in Sanford, North Carolina.
Nachdem Kleinfeldt in ihrer Jugend von 2004 bis 2012 Fußball gespielt hatte, entschied sie sich für ein Studium an der DMA medienakademie Berlin. Von 2012 bis 2015 studierte sie dort im Fachbereich angewandte Medienwissenschaften mit dem Schwerpunkt Sportjournalismus/Sportmanagement. Das Studium schloss sie mit dem Bachelor of Arts ab. Parallel dazu arbeitete sie für das Online-Sportmagazin hauptstadtsport.tv als Reporterin und Beitragsmacherin, für das sie sowohl Spielberichte anfertigte als auch Interviews und zahlreiche Selbsttests verschiedener Sportarten durchführte.

## Moderation und Journalismus
Noch während des Studiums absolvierte Kleinfeldt ein Praktikum in der Sportredaktion des ZDF-Morgenmagazins, für das sie bereits einzelne Beiträge vor der Kamera produzierte.
Während der Fußball-Weltmeisterschaft der Frauen 2015 in Kanada arbeitete sie vor Ort als Moderatorin des Allianz Bloghauses. Zusammen mit der deutschen Fußballspielerin Eunice Beckmann berichtete sie von den Spielen der deutschen Frauenfußball Nationalmannschaft und führte Interviews mit den Spielerinnen.
Im September 2015 begann Kleinfeldt ein Volontariat beim Sportsender Sky Deutschland. Während dieser Zeit fungierte sie als Reporterin für die EHF Champions League und als Beitragsmacherin der 2. Fußball-Bundesliga. Auch für Wimbledon wurde sie seither vor Ort in London als Reporterin eingesetzt.
2016 moderierte Katharina Kleinfeldt Manuel Neuers „kleine Fußballschule“, bei der Neuer selbst und die Fußballnationalspielerin Melanie Leupolz in das Programm eingebunden waren.
Im August 2017 begann Kleinfeldt ihre Moderatorenkarriere bei Sky Sport News als zu dem Zeitpunkt jüngste Moderatorin des Teams. Zur Saison 2018/2019 übernahm sie zusätzlich die Konferenz-Moderation der Handball-Bundesliga und führte seitdem regelmäßig donnerstagabends durch die Spiele der HBL.
2019 moderierte Kleinfeldt erstmals das Wimbledon-Magazin Quiet Please für Sky. Kurze Zeit später, während der Gruppenphase der UEFA Champions League in der Saison 2019/2020 präsentierte sie das Abendmagazin Alle Spiele Alle Tore im Wechsel mit Britta Hofmann. In der Saison 2020/21 gab sie ihr Debüt als Moderatorin der Champions Corner. In der Sendung, in der Experten, wie Roman Weidenfeller, Patrick Owomoyela, André Breitenreiter oder Jan Åge Fjørtoft, die Champions-League-Spiele des Abends schauen und analysieren, wechselte sie sich als Gastgeberin mit Martin Winkler ab.
In der Saison 2021/22 stand Kleinfeldt erstmals für Sky in der Fußball-Bundesliga als Field-Reporterin am Spielfeldrand, um vor und nach der Partie die Interviews zu führen und moderierte zudem ab dieser Saison ebenfalls die Konferenz-Sendung der 2. Fußball-Bundesliga.
Am 12. Juli 2023 verkündete sie via Social Media ihren Wechsel von Sky zu Sport1. Ihre Premiere feierte sie als Moderatorin beim Topspiel der 2. Bundesliga am 29. Juli 2023. Außerdem war sie ab diesem Zeitpunkt als Co-Moderatorin an der Seite von Florian König beim Doppelpass und dem Fantalk zu sehen. Zudem moderierte sie die PDC-Darts-Weltmeisterschaft 2024 vor Ort im Londoner Alexandra Palace.
2024 war Kleinfeldt erneut für das Tennis Grand-Slam-Turnier Wimbledon auf dem Gelände des AELTC im Einsatz. Diesmal, zusammen mit Alexander Schlüter, als eine der beiden Hauptmoderatoren für den Streaminganbieter Amazon Prime.
Am 22. März 2025 ist sie als Rasende Reporterin während der 2. Auflage der Infinity League von DAZN im Einsatz.
Kleinfeldt wird vom Münchner Unternehmen Avantgarde Sponsoring betreut.

## Privates
Katharina Kleinfeldt lebt seit 2015 in München.